# Haddadus
Az Haddadus  a kétéltűek (Amphibia) osztályába, a békák (Anura) rendjébe és a Craugastoridae családba, azon belül a Craugastorinae alcsaládba tartozó nem. 

## Nevének eredete
Nevét Célio Fernando Baptista Haddad brazil herpetológus tiszteletére kapta.

## Előfordulása
A nembe tartozó fajok Brazília keleti és déli részén, az atlanti-óceáni parti erdőkben honosak.

## Rendszerezés
A nembe az alábbi fajok tartoznak:
- Haddadus aramunha (Cassimiro, Verdade, & Rodrigues, 2008)
- Haddadus binotatus (Spix, 1824)
- Haddadus plicifer (Boulenger, 1888)